# ロザムンデ (小惑星)
ロザムンデ (540 Rosamunde) は小惑星帯の小惑星である。S型小惑星に分類され、フローラ族である。
1904年8月3日にマックス・ヴォルフによってハイデルベルクで発見され、フランツ・シューベルトのオペラ『キプロスの女王ロザムンデ』の登場人物に因んで命名された。